# Евальд Вальх
Евальд Вальх  (нім. Ewald Walch, 18 серпня 1940 — 27 жовтня 2023) — австрійський саночник, олімпійський медаліст.

## Виступи на Олімпіадах
| Олімпіада     | Дисципліна     | Місце |
| ------------- | -------------- | ----- |
| Гренобль 1968 | змішані двійки | 2     |
| Саппоро 1972  | змішані двійки | 7     |

## Зовнішні посилання
- Досьє на sport.references.com [Архівовано 16 грудня 2012 у Wayback Machine.]